# The Hitman
Décima pista del álbum Innuendo, perteneciente al legendario conjunto de rock Queen. Es una de las tantas canciones del estilo Heavy metal que la banda inglesa compuso. Nuevamente, su vocalista (Freddie Mercury) demuestra su gran capacidad vocal, pudiendo cantar la totalidad del tema sin la necesidad de recurrir a la técnica del falsete. La autoría de la composición se atribuye erradamente al guitarrista Brian May y a John Deacon.
Mientras que fue Freddie Mercury quien la compuso.
Cabe destacar la importante influencia que los teclados tienen en la canción, permitiendo los cambios de tonalidades y dándole un ambiente armónico a la canción, en especial en la parte del solo de guitarra.
- Datos: Q5679815